# Serenity (альбом)
Serenity — третий сольный студийный альбом финского музыканта Тимо Котипелто, выпущенный в 2007 году.

## Стиль и отзывы критиков
По выражению критика Алекса Хендерсона, музыка Котипелто — нечто среднее между пауэр-металом и «попсовой стороной прогрессив-рока», и на Serenity отчётливо уловимо как влияние групп наподобие Judas Priest, так и тяготение к «глянцевому» звучанию команд рубежа 70-х и 80-х. Хендерсон счёл альбом совершенно лишённым признаков оригинальности.

## Список композиций
1. «Serenity»
2. «Once Upon a Time»
3. «Sleep Well»
4. «Serenity»
5. «City of Mysteries»
6. «King Anti-Midas»
7. «Angels Will Cry»
8. «After the Rain»
9. «Mr Know-It-All»
10. «Dream and Reality»
11. «Last Defender»

## Синглы
- «Sleep Well» (2006)

## Участники записи
- Тимо Котипелто — вокал
- Tuomas Wäinölä — гитара
- Лаури Порра — бас-гитара
- Janne Wirman — клавишные
- Mirka Rantanen — ударные

+
- Michael Romeo — гитара
- Roland Grapow — гитара
- Sami Virtanen — гитара
- Mikko Härkin — клавишные
- Gas Lipstick — ударные